# Kentum- und Satemsprachen

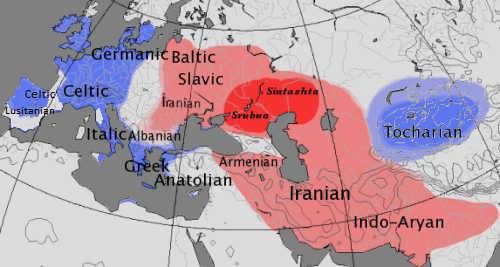
Kentumsprachen (blau) und Satemsprachen (rot) um 500 v. Chr.

Nach einem heute in Hinsicht auf eine Unterscheidung von westlichem und östlichem Zweig der Grundsprache veralteten Modell lassen sich die Hauptzweige der indogermanischen Sprachfamilie – dem modernen Ansatz, dass sie eigentlich indoanatolisch terminiert sein müsste, wird hier nicht Rechnung getragen – in zwei Gruppen einteilen: Kentumsprachen und Satemsprachen. Diese rein lautlich basierte Unterscheidung beruht auf einer ganz unterschiedlichen Entwicklung der ursprünglichen palatalen Gaumenlaute (Tektale) *k̑, *g̑ und *g̑ʰ in den Einzelsprachen. 
- In den Kentumsprachen verloren diese Laute ihren palatalen Charakter und fielen dadurch mit den velaren Gaumenlauten *k, *g und *gʰ zusammen. Die Labiovelare *kʷ, *gʷ und *gʷʰ blieben dagegen erhalten.
- In den Satemsprachen wurden die ererbten palatalen Gaumenlaute dagegen palatalisiert, d. h. regelhaft zu verschiedenen stimmlosen oder stimmhaften Sibilanten oder Affrikaten weiterentwickelt. Die velaren und labiovelaren Gaumenlaute fielen durch Aufgabe der Lippenrundung zu einer Lautreihe zusammen.
- Die sich daraus ergebenden einzelsprachlichen lautlichen Unterschiede sind sehr krass. Beispielsweise entspricht das Element -zade im Namen des „Königskindes“ Scheherazade dem lateinischen genitus 'gezeugt' und nātus 'geboren' oder dem deutschen Kind, da die grundsprachliche Wurzel als Ausgangspunkt für alle Folgelaute den Wurzelanlaut *g̑- besitzt.

Die Bezeichnungen Kentumsprachen und Satemsprachen sind aus zwei Wörtern für „hundert“ abgeleitet, nämlich lateinisch centum und jungavestisch satəm.
August Schleicher, Franz Bopp und andere vertraten ursprünglich die Auffassung, die Kentumsprachen seien der westliche Zweig der indogermanischen Sprachen und die Satemsprachen der östliche Zweig. Man vermutete, dass die Aufteilung auf eine frühe Verzweigung gemäß der Stammbaumtheorie zurückgehe. Diese Auffassungen sind inzwischen relativiert worden und haben als Theorie nur noch historische Bedeutung. Die rein lautlichen Gegebenheiten haben allerdings weiterhin Bestand.

## Die verwandtschaftliche Einordnung und Gliederung des Indogermanischen
Schon in früher Zeit, als die Keimzellen der späteren indogermanischen Einzelsprachen einander noch verhältnismäßig ähnlich waren, wurde die Gesamtheit des Indogermanischen in zwei große Gruppen geschieden.
Die Satem-Sprachen stellen
- das Indische (Altindisch = Vedisch und Sanskrit),
- das Iranische (Altiranisch = Avestisch und Altpersisch),
- das Armenische, das Thrakische und das Phrygische,
- das Albanische,
- das Baltische (Litauisch, Lettisch, Altpreußisch),
- das Slawische, d. h. Südslawisch (Bulgarisch, Serbo-Kroatisch, Slovenisch), Ostslawische (Großrussisch, Ukrainisch oder Kleinrussisch, Belarussisch) und Westslawische (Polnisch, Tschechisch und Slowakisch, Wendisch oder Sorbisch).

Die Kentum-Sprachen umfassen
- das Griechische (Altgriechisch = Ionisch-Attisch, Achäisch, Dorisch-Nordwestgriechisch),
- das Italische d. h. Latino-Faliskisch (mit dem Lateinischen und den daraus entstandenen romanischen Sprachen) und Oskisch-Umbrisch,
- das Keltische, d. h. das Goidelische (Irisch, Schottisch-Gälisch und Manx, die Sprache der Insel Man) und das Britannische (Kymrisch, Kornisch, Bretonisch), ferner das Altgallische,
- das Venetische (in Oberitalien),
- das Illyrische (wozu im alten Italien das Messapische),
- das Tocharische (noch im 7. Jahrhundert nach Christus in Turkestan gesprochen),
- das Hethitische (im 2. Jahrtausend vor Christus in Kleinasien, dazu das Luwische),
- das Germanische.[1]

Das wichtigste Unterscheidungsmerkmal beider Sprachgruppen ist die verschiedene Behandlung der grundsprachlichen gutturalen Verschlusslaute. Während die Palatale in den Kentum-Sprachen als k-Laute erhalten blieben und mit den Velaren zusammenfielen (indogermanisch *<d>k̑m̥-tó-m „100“ = altgriechisch ἑ-κατόν, lateinisch centum, altirisch cēt, tocharisch känt, gotisch hund), wurden sie in den Satem-Sprachen in Zischlaute verwandelt (altindisch śatám, avestisch satǝm, litauisch šim̃tas). Andererseits fielen die Labiovelare in den Satem-Sprachen mit den Velaren zusammen, wurden also reine k-Laute (grundsprachlich *kʷi-/kʷo- als Stamm des Interrogativums = altindisch káḥ, avestisch kō, litauisch kàs „wer?“), blieben aber in den Kentum-Sprachen von diesen gesondert und nahmen eine vielfältig verschiedene Entwicklung, wobei häufig das labiale Element Oberhand gewann (altgriechisch τίς „wer?“, ποῦ „wo?“, lateinisch quis, oskisch-umbrisch pis, kymrisch pwy, hethitisch kuiš, gotisch ƕas „wer?“). Im Hethitischen erhalten diese Lippenrundungen – gewöhnlich bei nachfolgendem Konsonanten – sogar silbischen Wert mit -u-Vokalismus, z. B. in gulš-zi ‚er schnitzt‘ < *kʷĺ̥s-ti oder nana(n)kuš-zi ‚es wird dunkel‘ wohl < no-ń̥gʷʰ-s-ti.
Innerhalb der Kentum-Sprachen nimmt das Germanische eine durchaus selbstständige Stellung ein. Es ist von den übrigen Gliedern dieser Gruppe durch einschneidende Neuerungen auf dem Gebiet des Lautstands und des Formenschatzes scharf geschieden. Die wichtigsten dieser Neuerungen, welche das Germanische von allen anderen indogermanischen Sprachen unterscheidet, sind:
1. Die Festlegung des indogermanischen freien Wortakzents auf die erste Silbe des Wortes.
2. Die sogenannte erste oder germanische Lautverschiebung.
3. Die Entwicklung der indogermanischen sonantischen Liquiden und Nasale r̥, l̥, ṃ und ṇ zu ur, ul, um und un.
4. Der Zusammenfall der Vokale ặ und ǒ in ặ und ā und ō in ō (ähnlich auch in anderen Sprachen).
5. Die besonderen Auslautgesetze.
6. Die systematische Verwendung des indogermanischen Ablautsystems im Ausbau des starken Verbums.
7. Der Synkretismus einer Reihe von Kasus in der Nominal- und Pronominaldeklination.
8. Der Ausbau der n-Deklination beim Substantiv, der sogenannten „schwachen“ Deklination.
9. Die Ausbildung und Scheidung einer starken und schwachen Adjektiv-Deklination.
10. Der Verlust mehrerer Formenkategorien (namentlich auf dem Gebiet der Tempora und Modi) beim Verbum.
11. Die Schaffung des „schwachen“ Präteritums.

## Lautverschiebungen in den Kentum- und Satemsprachen
Die Differenzierung aufgrund der Lautverschiebungen zeigt die Entwicklung von drei Isoglossen innerhalb der indogermanische Sprachfamilie anhand der dorsalen Konsonanten auf.
Für die indogermanische Ursprache wurden tektale Plosive rekonstruiert, die an drei Artikulationsorten im Bereich des Gaumendachs gebildet werden: Palatale werden am vorderen (harten) Gaumen und Velare am hinteren (weichen) Gaumen artikuliert; Labiovelare werden wie Velare artikuliert, aber mit gleichzeitiger Lippenrundung.
|                               | palatal | velar | labiovelar |
| ----------------------------- | ------- | ----- | ---------- |
| Stimmlose Plosive             | k̑       | k     | kʷ         |
| Stimmhafte Plosive            | g̑       | g     | gʷ         |
| Aspirierte stimmhafte Plosive | g̑ʰ      | gʰ    | gʷʰ        |

Die Fortsetzungen in den indogermanischen Sprachzweigen lassen sich grob in zwei Gruppen einteilen:
- Bei den Kentumsprachen fielen die Palatale mit den Velaren zusammen (*k, *k̑ → *k), während die Labiovelare erhalten blieben. So wurde im Latein *k̑m̥tóm zu centum (lat. <c> wird als /k/ ausgesprochen). Weitere Kentumsprachen sind das Griechische, die germanischen Sprachen, die keltischen Sprachen, das Hethitische und das Tocharische.
- In den Satemsprachen fielen dagegen labiovelare und velare Plosive zusammen (*k, *kʷ → *k) und das palatale *k̑ wurde allmählich zu einem Zischlaut /s/ bzw. /⁠ʃ⁠/. Dieser Lautwandel trat z. B. bei den indoiranischen Sprachen auf, zu denen Sanskrit, Persisch und Avestisch gehören. Im Avestischen wurde *k̑m̥tóm zu satəm. Auch in den frühen slawischen und baltischen Sprachen sowie im Albanischen gab es diesen Vorgang. – Einige Nachfolgesprachen des Lateinischen entwickelten sich später ähnlich; so heißt das lateinische centum im Spanischen heute cien /θien/, im Französischen cent /sɑ̃/ und im Italienischen cento /'tʃɛnto/.

Die Kentum-/Satem-Unterscheidung lässt sich wie folgt zusammenfassen (am Beispiel der stimmlosen Plosive):
|                     | palatal | velar | labiovelar |
| ------------------- | ------- | ----- | ---------- |
| Protoindoeuropäisch | k̑       | k     | kʷ         |
| Kentumsprachen      | k       | k     | kʷ         |
| Satemsprachen       | k̑       | k     | k          |

## Relevanz der Einteilung

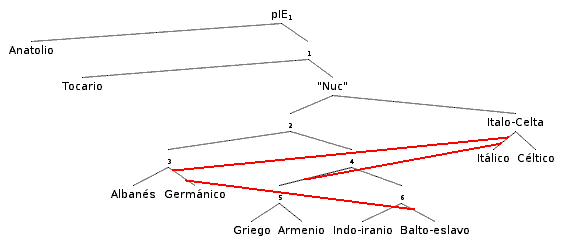
Vermutete Verwandtschaftsbeziehungen innerhalb der indoeuropäischen Sprachfamilie. Die roten Linien deuten Sprachkontakte an.

Vor hundert Jahren nahm man an, dass sich das Indogermanische zuerst in zwei Sprachen geteilt habe: eine Kentumsprache im Westen und eine Satemsprache im Osten. Alle damals bekannten westlichen indogermanischen Sprachen schienen Kentumsprachen und alle östlichen Satemsprachen zu sein.
Doch nicht erst die Entdeckung des „kentumsprachlichen“ Hethitischen und noch mehr des  Tocharischen, das im Gebiet des heutigen China entdeckt wurde, widersprechen dieser Annahme. So steht zum Beispiel auch das satemsprachliche Armenisch dem kentumsprachlichen Griechisch am nächsten. Auch innerhalb des anatolischen Zweiges gibt es mit dem Hethitischen zwar eine Kentumsprache, doch zeigen z. B. das Luwische und das Lykische eine Satementwicklung der Palatale und keinen Zusammenfall der drei tektalen Verschlusslautreihen. Zudem erfolgte die Satemisierung erst zu einer Zeit, als sich die Einzelsprachen bereits herausgebildet hatten. Daher ist dieser Lautwandel für die Frage nach der Aufgliederung nicht relevant. Die tatsächlichen Verhältnisse sind viel komplexer. Beispielsweise werden in einem vereinfachenden Stammbaum-Modell die Sprachkontakte nicht berücksichtigt. Sie sind jedoch für eine korrekte Rekonstruktion der Entwicklung unverzichtbar (vgl. die Grafik rechts).
In nichtwissenschaftlichen Kreisen wird der auffällige Unterschied zwischen Kentum- und Satemsprachen immer noch fälschlich für eine genealogische Unterteilung der indogermanischen Sprachen herangezogen.